# نتاشا هند
ناتاشا باتريشيا «طاش» هند، (بالإنجليزية Natasha Patricia "Tash" Hind) من مواليد 21 أغسطس 1989، وهي إحدى أبرز ممثلات السباحة النيوزيلندية في منافسات التحديات الدولية. فازت بالميدالية الفضية في مسافة «4 × 200 متر حرة تتابع» في دورة ألعاب الكومنولث سنة 2010 جنبا إلى جنب مع «لورين بويل» «أمكا جيسلر Amaka Gessler» و«بينيلوب مارشال».
وقد فازت بالميدالية البرونزية مع نفس الفريق في مسافة «4 × 100 متر حرة تتابع» في نفس منافسات ألعاب الكومنولث.
كما مثلت بلادها خلال دورة الألعاب الاولمبية الصيفية 2012 في لندن، حيث شاركت في مسابقة سباحة التتابع مع الفريق ولكن لم توفق في هذه الدورة من إحراز ميدالية..

## وصلات خارجية
- نتاشا هند على موقع الاتحاد الدولي للسباحة (الإنجليزية)
- نتاشا هند على موقع SwimRankings.net (الإنجليزية)
- نتاشا هند على موقع SwimRankings.net (الإنجليزية)
- نتاشا هند على موقع اللجنة الأولمبية الدولية (الإنجليزية)
- نتاشا هند على موقع أوليمبيديا (الإنجليزية)
- نتاشا هند على موقع اللجنة الأولمبية النيوزيلندية (الإنجليزية)
- نتاشا هند على موقع اتحاد ألعاب الكومنولث (مؤرشف) (الإنجليزية)
- نتاشا هند على موقع دورة ألعاب الكومنولث 2014 (مؤرشف) (الإنجليزية)

1. ↑  "Natasha Hind". Swimming New Zealand. مؤرشف من الأصل في 2016-03-03. اطلع عليه بتاريخ 2012-07-25.
2. ↑  "Women's 4x100m Freestyle Relay". london2012.com. مؤرشف من الأصل في 2013-01-29. اطلع عليه بتاريخ 14. juni 2013. {{استشهاد ويب}}: تحقق من التاريخ في: |تاريخ الوصول= (مساعدة)